# Clytemnestra gracilis
Clytemnestra gracilis is een eenoogkreeftjessoort uit de familie van de Peltidiidae. De wetenschappelijke naam van de soort is voor het eerst geldig gepubliceerd in 1891 door Claus.